# Steve Hackett
Stephen Richard "Steve" Hackett, född 12 februari 1950 i London, England, är en brittisk gitarrist, mest känd för att ha varit medlem i den progressiva rockgruppen Genesis åren 1971 till 1977, då han lämnade gruppen för att satsa på en solokarriär. Han grundade även supergruppen GTR år 1986, tillsammans med bland annat Steve Howe från Yes vars debut blev en kommersiell framgång i framförallt USA (#11 US Album Chart) där den certifierades guld och innehöll hitsingeln "When The Heart Rules The Mind" (#3 US Rock, #14 US Single Chart). Även om Hackett kanske är mest känd för sin musik inom den progressiva rocken så har han även spelat in flera skivor inspirerade av klassisk musik. Bland flera klassiska verk kan nämnas bland annat albumen Bay of Kings (1983) Momentum (1988) samt det kritikerrosade albumet A Midsummer Night's Dream (1997) utgiven av EMI Classics där Hackett ackompanjeras av The Royal Philharmonic Orchestra och som tillbringade flera veckor på den engelska top 10 listan över klassisk musik.

## Diskografi, solo
Studioalbum
- 1975 – Voyage of the Acolyte (#26 UK Album Chart. #191 US Album Chart)
- 1978 – Please Don't Touch! (#38 UK Album Chart. #103 US Album Chart)
- 1979 – Spectral Mornings (#22 UK Album Chart. #138 US Album Chart)
- 1980 – Defector (#9 UK Album Chart. #144 US Album Chart)
- 1981 – Cured (#15 UK Album Chart. #169 US Album Chart)
- 1982 – Highly Strung (#16 UK Album Chart)
- 1983 – Bay of Kings (#70 UK Album Chart)
- 1984 – Till We Have Faces (#54 UK Album Chart)
- 1988 – Momentum
- 1992 – Time Lapse
- 1994 – Unauthorized Biography
- 1994 – Guitar Noir
- 1995 – Blues with a Feeling
- 1995 – There Are Many Sides to the Night
- 1997 – Watcher of the Skies: Genesis Revisited
- 1997 – A Midsummer Night's Dream (med Royal Philharmonic Orchestra)
- 1997 – Genesis Files
- 1999 – Darktown
- 1999 – The Tokyo Tapes
- 2000 – Sketches of Satie
- 2001 – Feedback '86
- 2003 – To Watch the Storms
- 2005 – Metamorpheus (med The Underworld Orchestra)
- 2006 – Wild Orchids
- 2008 – Tribute
- 2015 – Wolflight
- 2017 – The Night Siren
- 2019 – At the Edge of Light
- 2021 – Under a Mediterranean Sky
- 2021 – Surrender of Silence
- 2024 – The Circus and the Nightwhale